# Palais d'État (Nauru)
Pour les articles homonymes, voir State House.
Le palais d'État de Nauru (en anglais Nauru State House) est la résidence officielle du président de la République de Nauru, État insulaire d'Océanie. Elle se trouve sur la côte méridionale de l'île, dans le district de Meneng.
Pendant un temps, le palais d'État est transformé en camp de réfugiés dans le cadre de la solution du Pacifique, menée par l'Australie de 2001 à 2008,. Tandis que le stade Meneng situé non loin accueille jusqu'à 1 300 Afghans, le palais d'État reçoit environ 300 Irakiens, sa capacité maximale. Après la fermeture du camp, une partie des bâtiments est transformée en école qui brûle dans un incendie criminel en 2010.